# Conqueror
FV214 «Conqueror» (с англ. «Завоеватель») — британский тяжёлый танк 1950-х годов. Разработан в 1949—1952 годах для противостояния новым советским тяжёлым танкам. За время серийного производства с 1955 по 1959 год было выпущено 185 «Конкэроров» и небольшое число БРЭМ на их базе. 

## История создания и производства
После закрытия проекта А43 «Чёрный Принц» Британии потребовался новый танк сопровождения пехоты, на роль которого определили проект А45 компании English Electric. Проектная масса танка составляла 56 тонн, максимальная скорость — 30 км/ч. Первый прототип предполагали построить в 1946 году, однако после окончания Второй Мировой войны было решено отказаться от концепции «пехотных» и «крейсерских» танков. Вместо них британцы запустили программу создания «универсального танка» FV 200 и машин на его базе — самоходных артиллерийских установок и бронетранспортёров. Первоначально на эту роль претендовал А41 «Центурион», однако ресурс его модернизации был сочтён британцами недостаточным, что было важно для нового танка, получившего индекс FV 201, и А45 был призван занять эту нишу. Прототип танка представлял собой увеличенный в размерах «Центурион» с улучшенным бронированием, более мощным орудием и изменённой ходовой частью — у FV 201 применительно на борт было 8 опорных катков, вместо шести. Вооружение должно было составлять 20-фунтовое орудие. Также на его шасси разрабатывался целый ряд узкоспециализированных машин, в связи с чем первый прототип поступил на испытания лишь в 1947 году.
В 1949 году британцы переосмыслили положение дел и решили, что разрабатывать большое число узкоспециализированных проектов нецелесообразно, в связи с чем все проекты в рамках программы FV 200, за исключением БРЭМ, были закрыты. К тому же 20-фунтовое орудие прекрасно вписалось в башню «Центуриона». В связи с появлением в частях Советской армии большого количества ИС-3 встал вопрос о целесообразности проекта FV 201 — британский тяжёлый танк был не в силах противостоять советским собратьям. Проект было решено переработать в соответствии с требованиями к тяжёлому танку, который был бы способен противостоять любым танкам СССР — в первую очередь ИС-3. По проекту на корпус, который заимствовался у FV 201, устанавливалась башня новой конструкции, в которую устанавливалось 120-мм орудие, проект получил обозначение FV 214. В связи с тем, что времени на проект было потрачено уже довольно много, а башню ещё предстояло разработать и 120-мм орудие промышленностью освоено не было, было предложено запустить в производство промежуточный вариант с башней от «Центуриона» и корпусом FV 201. Этот вариант получил обозначение FV221 «Caernarvon» и в 1952 году поступил на испытания, однако на вооружение он принят не был. В это же время в проект FV 214, получивший обозначение «Conqueror» (рус. Завоеватель), продолжалось внесение изменений, в связи с чем первые танки покинули цеха только в 1955 году. За время серийного производства с 1955 по 1959 год было выпущено 185 «Конкэроров» и 28 БРЭМ на их базе.

## Конструкция

### Вооружение, экипаж
Экипаж танка состоит из четырёх человек: командира, механика-водителя, наводчика и заряжающего. Механик-водитель располагается в носовой части корпуса справа. Командир, наводчик и заряжающий располагались в башне. В ней имеются три люка: два на крыше слева и справа над рабочими местами заряжающего и наводчика, третий — с правой стороны башни. На крыше башни со стороны кормы расположена командирская башенка, электрический привод которой обеспечивает ей свободное или согласованное вращение. В этой башенке размещались системы управления огнём, также имевшиеся у наводчика. Для наблюдения имеется по одному перископу у командира танка и наводчика; механик-водитель пользуется блоками смотровых приборов, смонтированных в его неподвижной башенке. Башня литая, обтекаемой формы, с удлиненной и слегка приподнятой частью на корму. Лоб башни имел броню 176 миллиметров, а маска орудия — 200 мм. Борт башни имел броню 89 мм, а корма — 51. По бортам башни установлено по одному шестиствольному гранатомёту.
Основным вооружением является 120-мм орудие L1, стабилизированное в вертикальной плоскости, однако стрельба ведется с остановки. Пушка снабжена электрическим и механическим (ножным) спусковыми механизмами, клиновым полуавтоматическим затвором, гидропневматическими противооткатными устройствами, эжекционным устройством и специальным механизмом с электрическим приводом для автоматического выбрасывания стреляных гильз через люк, расположенный в правой стенке башни. В качестве вспомогательного вооружения на танке установлены спаренный с орудием 7,62-мм пулемёт и зенитный пулемёт такого же калибра с дистанционным управлением, смонтированный на командирской башенке слева от люка командира, огонь из которого вёл командир танка. Боекомплект составляет 35 выстрелов и 7500 патронов.

### Корпус
Корпус имел лобовую броню 130 мм под углом 60°, в связи с чем приведённая броня в лобовой проекции достигала 260 мм. Броня бортов, снабжённых 6-мм противокумулятивными экранами, составляла 51 мм. Корма тяжёлого танка имела броню в 51 мм. Силовая установка — 12-цилиндровый V-образный бензиновый двигатель Rolls-Royce «Метеор» Mk 120 жидкостного охлаждения, оборудованный нагнетателем и системой непосредственного впрыска топлива во впускной коллектор. Ёмкость топливных баков — 1005 литров. Максимальная скорость составляла 34 километра в час, а запас хода — 150 километров. Силовая передача — механическая коробка передач, собранная в одном агрегате с дифференциальным механизмом поворота с двойным подводом мощности. Коробка передач обеспечивает пять передач для движения вперёд и две передачи заднего хода. Сцепление сухое, трехдисковое. Бортовая передача комбинированная, состоит из цилиндрической пары шестерён и планетарного ряда. Ходовая часть имеет балансирную подвеску, состоящую из четырёх тележек на сторону; в каждой тележке сблокировано по два опорных катка. В качестве упругого элемента подвески использованы тройные горизонтально расположенные витые пружины. На каждой стороне установлено 4 поддерживающих катка. Ведущие колёса заднего расположения. Гусеницы металлические, мелкозвенчатые.
Танк оснащен специальной системой вентиляции боевого отделения и отделения управления. Система состоит из воздухозаборника, трубопроводов, двух электроподогревателей, электровентилятора с системой очистки воздуха, пылесборником и шести диффузоров, установленных в боевом отделении и отделении управления.

## Модификации и машины на базе
- FV214 «Conqueror»[1]:
  - Conqueror Mk I — первая серийная модификация, выпущено 20 единиц.
  - Conqueror Mk II — основная производственная модификация 1958 года, отличается установкой усовершенствованного механизма подъёма пушки, механизма поворота башни и некоторых новых приборов системы управления огнём. Выпущено 165 единиц.
- FV221 «Caernarvon»[2]:
  - FV221 «Caernarvon» Mk I — прототип.
  - FV221 «Caernarvon» Mk II — экспериментальная серия, выпущена 21 единица.
- FV215b — проект самой тяжёлой самоходной артиллерийской установки с орудием калибра 183-мм. Прототип построен не был[1].
- FV222 «Conqueror» ARV — Бронированная ремонтно-эвакуационная машина.
  - FV 222 ARV Mk I — первая серийная модификация, выпущено 8 единиц.
  - FV 222 ARV Mk II — основная производственная модификация, выпущено 20 единиц. Имела вес 57 тонн, тяговое усилие лебёдки составляло до 45 тонн[5].

## Применение в войсках
В 1955 году танки поступили на вооружение Британской рейнской армии. Танк имел массу недостатков, но большая часть из них была устранена к концу серийного производства. После разработки новой 105-мм танковой пушки Royal Ordnance L7, свободно пробивающей броню любого советского танка, и появления на вооружении британской армии оснащенных ей более мощных модификаций танка «Центурион», а также начала производства «Чифтена» (рус. Вождь) к 1966 году «Завоеватели» были полностью сняты с вооружения. По иронии судьбы, многие FV 214 нашли своё последнее пристанище на полигонах в качестве мишеней для танков «Центурион», которых когда-то должны были сменить на службе.

## Оценка проекта
| ТТХ первых основных и последних тяжёлых танков |                                                                |                                                                                  |                                                                               |                                                                               |                                                                                 |                                                                |
|                                                | Т-62                                                           | «Центурион» Mk.12                                                                | M60                                                                           | M103A1                                                                        | Конкэрор                                                                        | Т-10М                                                          |
| Общие данные                                   |                                                                |                                                                                  |                                                                               |                                                                               |                                                                                 |                                                                |
| Экипаж                                         | 4                                                              | 4                                                                                | 4                                                                             | 5                                                                             | 4                                                                               | 4                                                              |
| Боевая масса, т                                | 37,0                                                           | 51,0                                                                             | 46,2                                                                          | 56,6                                                                          | 65,0                                                                            | 50,0                                                           |
| Ширина, м                                      | 3,30                                                           | 3,63                                                                             | 3,63                                                                          | 3,36                                                                          | 3,99                                                                            | 3,51                                                           |
| Высота, м                                      | 2,40                                                           | 2,94                                                                             | 3,26                                                                          | 3,56                                                                          | 3,35                                                                            | 2,59                                                           |
| Приборы ночного видения                        | ПНВ механика-водителя и командира, ночной прицел               | ПНВ механика-водителя и командира, ночной прицел                                 | ПНВ механика-водителя и командира, ночной прицел                              | ПНВ механика-водителя и командира, ночной прицел                              | —                                                                               | ПНВ механика-водителя и командира, ночной прицел               |
| Система защиты от ОМП                          | автоматическая коллективная, с противорадиационным подбоем     | —                                                                                | коллективная                                                                  | коллективная                                                                  | —                                                                               | коллективная                                                   |
| Вооружение                                     |                                                                |                                                                                  |                                                                               |                                                                               |                                                                                 |                                                                |
| Марка пушки                                    | 115-мм 2А20                                                    | 105-мм L7A1                                                                      | 105-мм M68                                                                    | 120-мм M58                                                                    | 120-мм L1                                                                       | 122-мм М-62-Т2                                                 |
| СУО                                            | телескопический ТШ2Б-41 (3,5/7×), двухплоскостной стабилизатор | перископический прицел (8×), пристрелочный пулемёт, двухплоскостной стабилизатор | перископический прицел (8×), оптический дальномер, баллистический вычислитель | перископический прицел (8×), оптический дальномер, баллистический вычислитель | перископический прицел (6×), одноплоскостной стабилизатор, оптический дальномер | телескопический прицел Т2С-29-14, двухплоскостной стабилизатор |
| Боекомплект пушки                              | 40                                                             | 70                                                                               | 57                                                                            | 38                                                                            | 35                                                                              | 30                                                             |
| Пулемёты                                       | 1 × 7,62-мм ПКТ                                                | 1 × 12,7-мм L21, 1 × 7,62-мм M1919A4                                             | 1 × 12,7-мм M2HB, 1 × 7,62-мм M73                                             | 1 × 12,7-мм M2HB, 1 × 7,62-мм M1919A4E1                                       | 2 × 7,62-мм M1919                                                               | 2 × 14,5-мм КПВТ                                               |
| Бронирование, мм                               |                                                                |                                                                                  |                                                                               |                                                                               |                                                                                 |                                                                |
| Верхняя лобовая деталь                         | 102 / 60° (204)                                                | 121 / 57° (222)                                                                  | 93 / 65° (220)                                                                | 127 / 60° (254)                                                               | 130 / 60° (260)                                                                 | 120 / (55°+40°) (270)                                          |
| Нижняя лобовая деталь                          | 100 / 55° (174)                                                | 76 / 46° (109)                                                                   | 85—143 / 55° (148—249)                                                        | 114 / 50° (177)                                                               | 76 / 60° (152)                                                                  | 120 / 50° (186)                                                |
| Лоб башни                                      | (220)                                                          | 200 / 0° (200)                                                                   | 178 / 0° (178)                                                                | 127 / 50° (197)                                                               | 176 / 30° (203)                                                                 | (250)                                                          |
| Борт корпуса                                   | 80 / 0° (80)                                                   | 51 / 12° + 10 (52+10)                                                            | (51…74)                                                                       | 44…51 / 30…40° (51…67)                                                        | 51 / 0° + 6 (51+6)                                                              | 80 / 10…62° (81…170)                                           |
| Борт башни                                     | 165                                                            | 112 / 0…10° (112…114)                                                            | (140)                                                                         | 70…137 / 20…40° (75…179)                                                      | 89 / 0…30° (89…102)                                                             | (200…208)                                                      |
| Подвижность                                    |                                                                |                                                                                  |                                                                               |                                                                               |                                                                                 |                                                                |
| Тип двигателя                                  | V-образный, дизельный, жидкостного охлаждения, 580 л. с.       | V-образный, карбюраторный, жидкостного охлаждения, 650 л. с.                     | V-образный, дизельный, воздушного охлаждения, 750 л. с.                       | V-образный, карбюраторный, воздушного охлаждения, 810 л. с.                   | V-образный, карбюраторный, жидкостного охлаждения, 810 л. с.                    | V-образный, дизельный, жидкостного охлаждения 750 л. с.        |
| Удельная мощность, л. с./т                     | 15,7                                                           | 12,5                                                                             | 16,2                                                                          | 14,3                                                                          | 12,5                                                                            | 15,0                                                           |
| Тип подвески                                   | индивидуальная торсионная                                      | сблокированная попарно пружинная типа Хорстмана                                  | индивидуальная торсионная                                                     | индивидуальная торсионная                                                     | сблокированная попарно пружинная типа Хорстмана                                 | индивидуальная торсионная                                      |
| Максимальная скорость по шоссе, км/ч           | 50                                                             | 35                                                                               | 48                                                                            | 34                                                                            | 34                                                                              | 50                                                             |
| Запас хода по шоссе, км                        | 450                                                            | 190                                                                              | 480                                                                           | 129                                                                           | 150                                                                             | 350                                                            |
| Удельное давление на грунт, кг/см²             | 0,75                                                           | н/д                                                                              | 0,77                                                                          | 0,9                                                                           | 0,84                                                                            | 0,77                                                           |

## Сохранившиеся экземпляры
На сегодняшний день в экспозициях танковых музеев имеется 5 тяжёлых танков FV 214 «Conqueror» и три БРЭМ FV 222 «Conqueror».
- Великобритания:
  - Танковый музей в Бовингтоне — FV 214 «Conqueror».
  - Имперский военный музей в Дакфорде — FV 214 «Conqueror».
  - Исторический музей на острове Уайт — два FV 222 «Conqueror» в очень плохом состоянии.
  - Технический музей в Реме — один FV 222 «Conqueror»[11].
- Бельгия — FV 214 «Conqueror» в экспозиции музея королевской армии и военной истории.
- США — в частном военном музее Жака Литтфилда.
- Россия — FV 214 «Conqueror» в экспозиции танкового музея в Кубинке (был получен по межмузейному обмену)
- Франция — FV 214 «Conqueror» в экспозиции танкового музея в Сомюре

## «Конкэрор» в массовой культуре

### Стендовый моделизм
Доступны 2 модели этого танка в масштабе 1:72 — от шотландской компании Cromwell Models и очень хорошо детализированная модель от болгарской ОКБ Григоров. Также существует хорошо детализированный набор в масштабе 1:35 британской компании Accurate Armour, существует также набор, показывающий модификацию MK.I от японской компании Amusing Hobby,

### Компьютерные игры
6 танков на основе Конкэрора: тяжёлые танки Caernarvon, Conqueror, FV 215(b) (в игре назван FV 215b (183) и имеет класс ПТ-САУ), а также выдуманные Caernarvon Action X, FV215(b) (со 120 мм орудием), САУ Conqueror Gun Carriage и Super Conqueror представлены в онлайн-игре World of Tanks.
Тяжёлые танки Caernarvon и Conqueror представлены в War Thunder.
FV214 «Conqueror» присутствует в мобильной онлайн-игре Tanktastic

## Комментарии
1. ↑  По командирскому перископу
2. ↑  На всех танках, на которых они есть — активные инфракрасные
3. ↑  В скобках указана приведённая толщина брони
4. 1 2 3 4 5  Литая броневая деталь сложной формы; указана эквивалентная толщина
5. ↑  10-мм стальной противокумулятивный экран
6. ↑  6-мм стальной противокумулятивный экран